# Eliminatórias para o Campeonato Africano das Nações de 2023 – Grupo L
O Grupo L das Eliminatórias para o Campeonato Africano das Nações de 2023 foi um dos doze grupos que definiram as equipes que se classificaram para o Campeonato Africano das Nações de 2023. Participaram quatro seleções: Benim, Moçambique, Ruanda e Senegal.
As equipes jogaram uma contra a outra no formato todos contra todos entre julho de 2022 e setembro de 2023.

## Classificação
| Pos | Equipe     | Pts | J | V | E | D | GP | GC | SG | Classificado                           |     | SEN | MOZ | BEN | RWA |
| --- | ---------- | --- | - | - | - | - | -- | -- | -- | -------------------------------------- | --- | --- | --- | --- | --- |
| 1   | Senegal    | 14  | 6 | 4 | 2 | 0 | 12 | 4  | +8 | Campeonato Africano das Nações de 2023 |     | —   | 5–1 | 3–1 | 1–1 |
| 2   | Moçambique | 10  | 6 | 3 | 1 | 2 | 8  | 9  | −1 | Campeonato Africano das Nações de 2023 |     | 0–1 | —   | 3–2 | 1–1 |
| 3   | Benim      | 5   | 6 | 1 | 2 | 3 | 8  | 9  | −1 |                                        |     | 1–1 | 0–1 | —   | 1–1 |
| 4   | Ruanda     | 3   | 6 | 0 | 3 | 3 | 3  | 9  | −6 |                                        | 0–1 | 0–2 | 0–3 | —   |     |

1. ↑  A CAF concedeu ao Benin uma vitória por 3-0 como resultado de Ruanda colocar em campo o jogador inelegível Kevin Muhire, depois que a partida terminou com um empate em 1-1. Muhire não cumpriu suspensão de um jogo após receber dois cartões amarelos nas eliminatórias.[2]

## Partidas
| 2 de junho de 2022 | Moçambique | 1 – 1     | Ruanda       | Estádio FNB, Joanesburgo (África do Sul) |
| 18:00 (UTC+2)      | Ratifo     | Relatório | Nishimwe 65' | Árbitro: ETH Bamlak Tessema Weyesa       |

| 1 de junho de 2022 | Senegal                        | 3 – 1     | Benim       | Estádio Olímpico de Diamniadio, Dacar |
| 19:00 (UTC+1)      | Mané 12' (pen), 22', 67' (pen) | Relatório | Olaitan 88' | Árbitro: EGY Alaa Sabry               |

| 7 de junho de 2022 | Ruanda | 0 – 1     | Senegal          | Estádio Olímpico de Diamniadio, Dacar  |
| 19:00 (UTC+0)      |        | Relatório | Mané 90+8' (pen) | Árbitro: COD Jean Jacques Ndala Ngambo |

| 8 de junho de 2022 | Benim | 0 – 1     | Moçambique | Stade de l'Amitié, Cotonu       |
| 20:00 (UTC+1)      |       | Relatório | Catamo 38' | Árbitro: NGR Joseph Odey Ogabor |

| 22 de março de 2023 | Benim      | 1 – 1     | Ruanda      | Stade de l'Amitié, Cotonu |
| 16:00 (UTC+1)       | Mounié 82' | Relatório | Mugisha 13' | Árbitro: BOT Joshua Bondo |

| 24 de março de 2023 | Senegal                                                  | 5 – 1     | Moçambique     | Estádio Olímpico de Diamniadio, Dacar |
| 20:00 (UTC+0)       | Sabaly 9' · Mané 15' · Ndiaye 32' · Dia 39' · Diallo 88' | Relatório | Vilanculos 48' | Árbitro: LBY Ibrahim Mutaz            |

| 28 de março de 2023 | Moçambique | 0 – 1     | Senegal | Estádio Nacional do Zimpeto, Maputo |
| 18:00 (UTC+2)       |            | Relatório | Dia 18' | Árbitro: MAR Jalal Jayed            |

| 29 de março de 2023 | Ruanda    | 1 – 1     | Benim      | Estádio Huye, Butare          |
| 15:00 (UTC+2)       | Manzi 71' | Relatório | Dossou 57' | Árbitro: SOM Abdulkadir Artan |

| 17 de junho de 2023 | Benim       | 1 – 1     | Senegal  | Stade de l'Amitié, Cotonu              |
| 20:00 (UTC+1)       | Moumini 78' | Relatório | Seck 43' | Árbitro: COD Jean Jacques Ndala Ngambo |

| 18 de junho de 2023 | Ruanda | 0 – 2     | Moçambique                | Estádio Huye, Butare          |
| 15:00 (UTC+2)       |        | Relatório | Catamo 43' · Clésio 90+4' | Árbitro: ALG Mustapha Ghorbal |

| 9 de setembro de 2023 | Moçambique                          | 3 – 2     | Benim                   | Estádio do Zimpeto, Maputo |
| 15:00 (UTC+2)         | Witi 27' · Guima 31' · Clésio 90+5' | Relatório | Mounié 20' · Dossou 50' | Árbitro: EGY Mohamed Adel  |

| 9 de setembro de 2023 | Senegal    | 1 – 1     | Ruanda          | Estádio Huye, Butare, (Ruanda) |
| 21:00 (UTC+2)         | Camara 66' | Relatório | Niyonzima 90+6' | Árbitro: TUN Haythem Guirat    |